# Stazione di Triflisco
La stazione di Triflisco è una stazione ferroviaria a servizio di Triflisco, frazione di Bellona, in provincia di Caserta, posta sulla ferrovia Piedimonte Matese - Santa Maria Capua Vetere (Alifana alta). Attualmente è gestita dall'Ente Autonomo Volturno.

## Storia
L'attuale stazione è stata costruita nel dopoguerra poco più ad ovest della vecchia stazione, danneggiata durante la Seconda guerra mondiale, così come la galleria che segue la stazione e che consente di raggiungere più velocemente la stazione successiva rispetto al tracciato anteguerra.

## Strutture e impianti
La stazione, che dista circa 4 km dal centro comunale di Bellona ed è accessibile tramite una stradina asfaltata, dispone di un piccolo fabbricato viaggiatori e due binari adibiti al servizio viaggiatori, dei quali solo uno è utilizzato (rendendola de facto una semplice fermata ferroviaria); e di 2 binari tronchi per lo scalo merci, usato solo da mezzi per sistemare i binari.

## Movimento
La stazione è servita da treni regionali svolti da EAV, e vi fermano solo alcuni dei treni della relazione Napoli - Piedimonte Matese e le destinazioni principali sono Napoli e Piedimonte Matese.